# Paul Goldsmith (Rennfahrer)
Paul Goldsmith (* 2. Oktober 1925 in Parkersburg, West Virginia; † 6. September 2024 in Munster, Indiana) war ein US-amerikanischer Motorrad- und Automobilrennfahrer.

## Karriere
Paul Goldsmith war in den 1950er-Jahren ein berühmter AMA-Motorradrennfahrer. Seinen ersten Erfolg feierte der Harley-Davidson-Pilot 1952 bei der Milwaukee Mile 1952. Sein größter Triumph war der Sieg bei den 200 Meilen von Daytona 1953. Ende des Jahres wurde er zum populärsten Fahrer der Rennserie gewählt.
1954 feierte er einen Sieg und stand noch weitere vier Mal auf dem Podium. In der Meisterschaft wurde er hinter Joe Leonard Zweiter. Ende des Jahres 1955 verließ er die Motorradszene und stieg als Werksfahrer von Chevrolet in die USAC-Stock-Car-Serie und die NASCAR-Serie ein.
1961 und 1962 gewann Goldsmith die Gesamtwertung der Stock-Car-Serie der USAC. In der NASCAR konnte er bei 127 Starts neun Siege erringen. Die beste Endplatzierung in der Meisterschaft erreichte er 1965 mit dem fünften Gesamtrang.
Bei den 500 Meilen von Indianapolis war er sechsmal am Start. 1960 wurde er auf einem Epperly-Offenhauser Dritter. Da das 500-Meilen-Rennen von 1950 bis 1960 zur Weltmeisterschaft der Formel 1 zählte, erreichte Goldsmith mit seinem dritten Rang auch sechs Punkte für die Fahrerweltmeisterschaft.
Seit dem Tod von Kenneth McAlpine am 8. April 2023 war Goldsmith der älteste noch lebende Rennfahrer, der an einem Formel-1-Rennen teilnahm. Er starb im September 2024. Ihm folgte Hernando da Silva Ramos.

## Statistik

### Einzelergebnisse in der Sportwagen-Weltmeisterschaft
| Saison | Team          | Rennwagen       | 1   | 2   | 3   | 4   | 5   | 6   | 7   | 8   | 9   | 10  | 11  | 12  | 13  | 14  | 15  | 16  | 17  | 18  | 19  | 20  | 21  | 22  |
| ------ | ------------- | --------------- | --- | --- | --- | --- | --- | --- | --- | --- | --- | --- | --- | --- | --- | --- | --- | --- | --- | --- | --- | --- | --- | --- |
| 1962   | Frank Nichels | Pontiac Tempest | DAY | SEB | SEB | MAI | TAR | BER | NÜR | LEM | TAV | CCA | RTT | NÜR | BRI | BRI | PAR |     |     |     |     |     |     |     |
| 1962   | Frank Nichels | Pontiac Tempest | DNF |     |     |     |     |     |     |     |     |     |     |     |     |     |     |     |     |     |     |     |     |     |
| 1963   | Ray Nichels   | Pontiac Tempest | DAY | SEB | SEB | TAR | SPA | MAI | NÜR | CON | ROS | LEM | MON | WIS | TAV | FRE | CCE | RTT | OVI | NÜR | MON | MON | TDF | BRI |
| 1963   | Ray Nichels   | Pontiac Tempest | DNF |     |     |     |     |     |     |     |     |     |     |     |     |     |     |     |     |     |     |     |     |     |